# Elatine
Elatine és un dels dos gèneres i el que li dona el nom, de la família de plantes amb flors Elatinaceae. Conté al voltant de 25 espècies de plantes aquàtiques en general. Són plantes anuals o perennes que es troben en les zones humides de tot el món. Al Països Catalans es presenten les espècies Elatine alsinastrum i Elatine hydropiper.

## Algunes espècies
- Elatine ambigua - Àsia
- Elatine americana - Amèrica
- Elatine brachysperma
- Elatine californica - Califòrnia
- Elatine chilensis - Xile
- Elatine heterandra -
- Elatine hexandra - de sis estams
- Elatine hydropiper -
- Elatine minima -
- Elatine rubella -
- Elatine triandra - de tres estams